# 瑞士歷史辭典

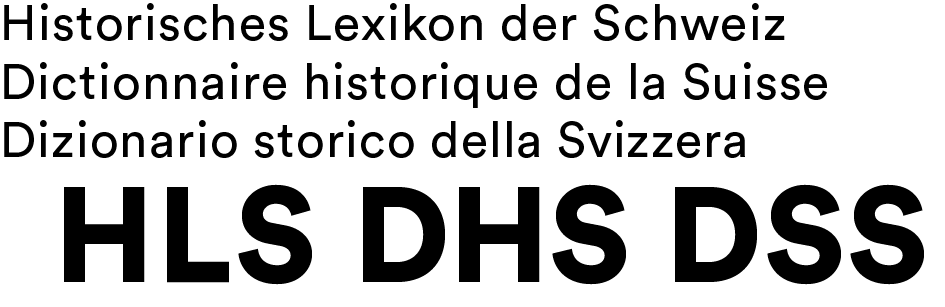

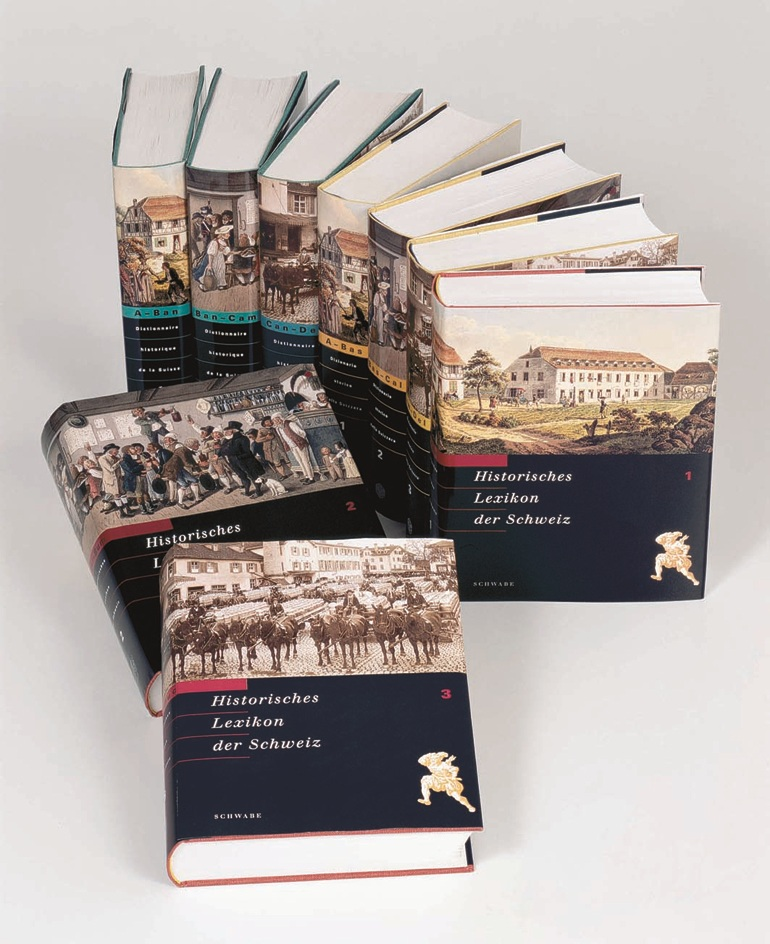
瑞士历史辞典1-3册的德语版、法语版、意大利语版。

《瑞士歷史辭典》（德語：Historische Lexikon der Schweiz）是一部關於瑞士歷史的百科全書，建立目的是為了將現代歷史研究成果展現給大眾。此百科全書是由瑞士人文與社會科學學院（Schweizerischen Akademie der Geistes- und Sozialwissenschaften）以及瑞士歷史學會（Schweizerischen Gesellschaft für Geschichte）合作成立的基金會所出版。線上版本發表於1998年。

## 外部連結
- 维基共享资源上的相關多媒體資源：瑞士歷史辭典
- DHS/HLS/DSS （页面存档备份，存于） online edition in German, French, Italian
- Lexicon Istoric Retic (LIR) （页面存档备份，存于） online edition in Romansh